# 酥肉

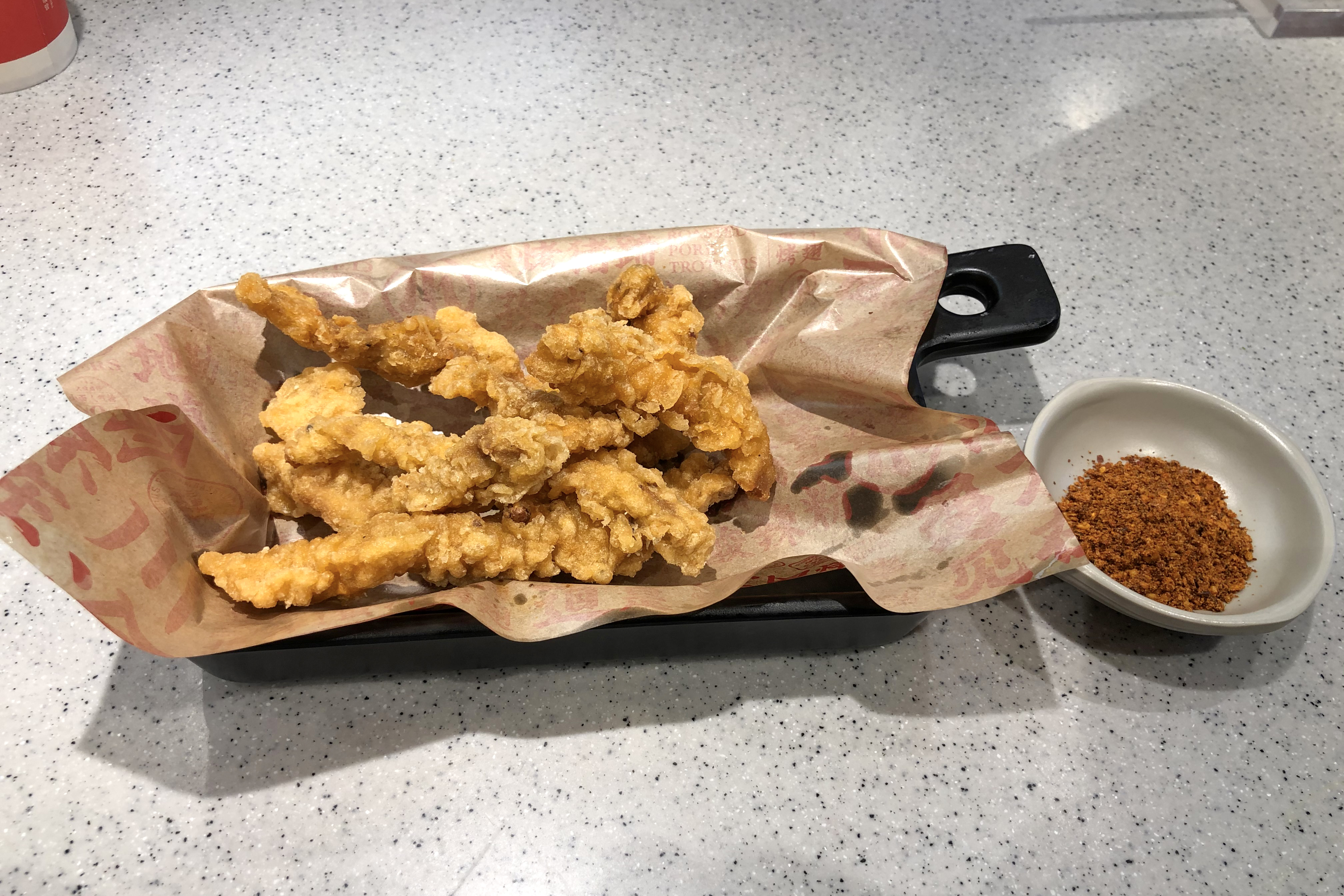
四川風酥肉

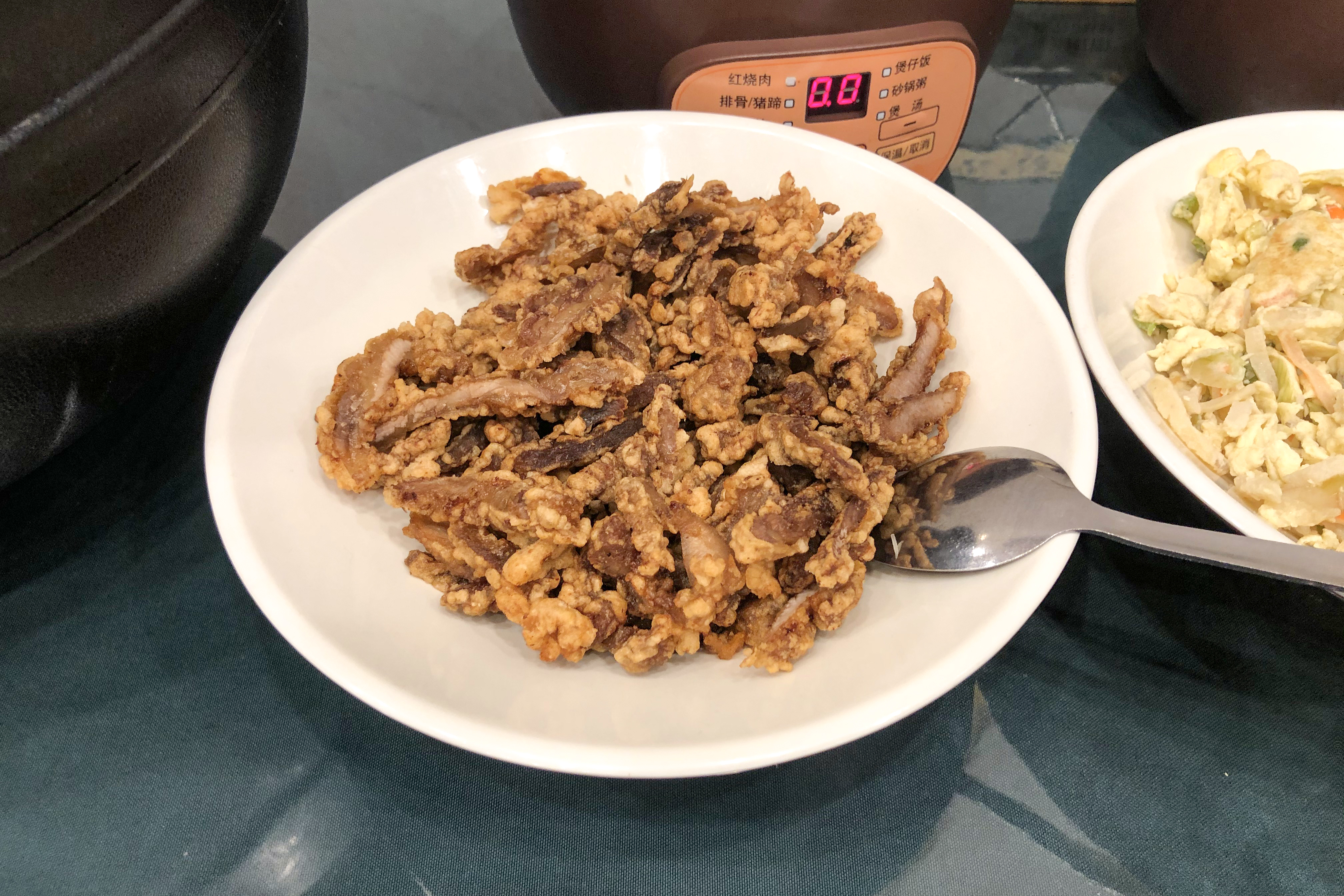
泉州の酥肉

酥肉（スー・ロウ）は中華人民共和国の肉料理、中国全国に流行し、よくサブメニューとして食卓に登場する。豚肉を衣揚げて出来上がる簡単な一品、また、揚げたものを蒸すまたは煮込んで食べることもある。「小酥肉」（シャオ・スー・ロウ）と呼ぶこともある。茶碗に入れることが多い。

## 参考
1. ↑  李幼谦 (015). 李幼谦散文集：东邪西怪话小吃. 华文创意写作中心. pp. 59–62. GGKEY:SWRX1UAAGXK.  オリジナルの2019-06-14時点におけるアーカイブ。 2019年3月29日閲覧。
2. ↑  “今、四川で人気のおやつ！「小酥肉（シャオ・スー・ロウ）」の作り方”. レシピブログ. 2025年5月3日閲覧。
3. ↑  “酥肉 - 現地の味を再現！四川料理レシピと中華料理レシピ | おいしい四川”. 2025年5月3日閲覧。